# Smraďoch
Smraďoch, zu deutsch Stinker, ist ein 7,9 ha großes, unter Naturschutz stehendes Torfmoorgebiet 4 km nördlich von Mariánské Lázně (Marienbad) am Vlčí kámen im Kaiserwald in Tschechien.
Das im Jahr 1968 unter Schutz gestellte Moorgebiet ist gekennzeichnet durch eine konzentrierte Ausströmung von Mineralwasser und Gas, das als Kohlendioxid und Schwefelwasserstoff aus Mofetten (Schlammvulkanen) austritt. Aufgrund dieser postvulkanischen Tätigkeiten und den damit entstandenen Bedingungen entwickelte sich eine typische und eigenartige Pflanzengesellschaft. Dazu gehören unter anderem Rundblättriger Sonnentau und Moosbeere. Von dem Waldmoor ist nur ein kleiner Teil auf Balkenwegen zugänglich.
Das Moor wird über den Mnichovský potok und den Pramenský potok zur Teplá entwässert.
Koordinaten: 50° 0′ 50″ N, 12° 43′ 8″ O